# Conquian

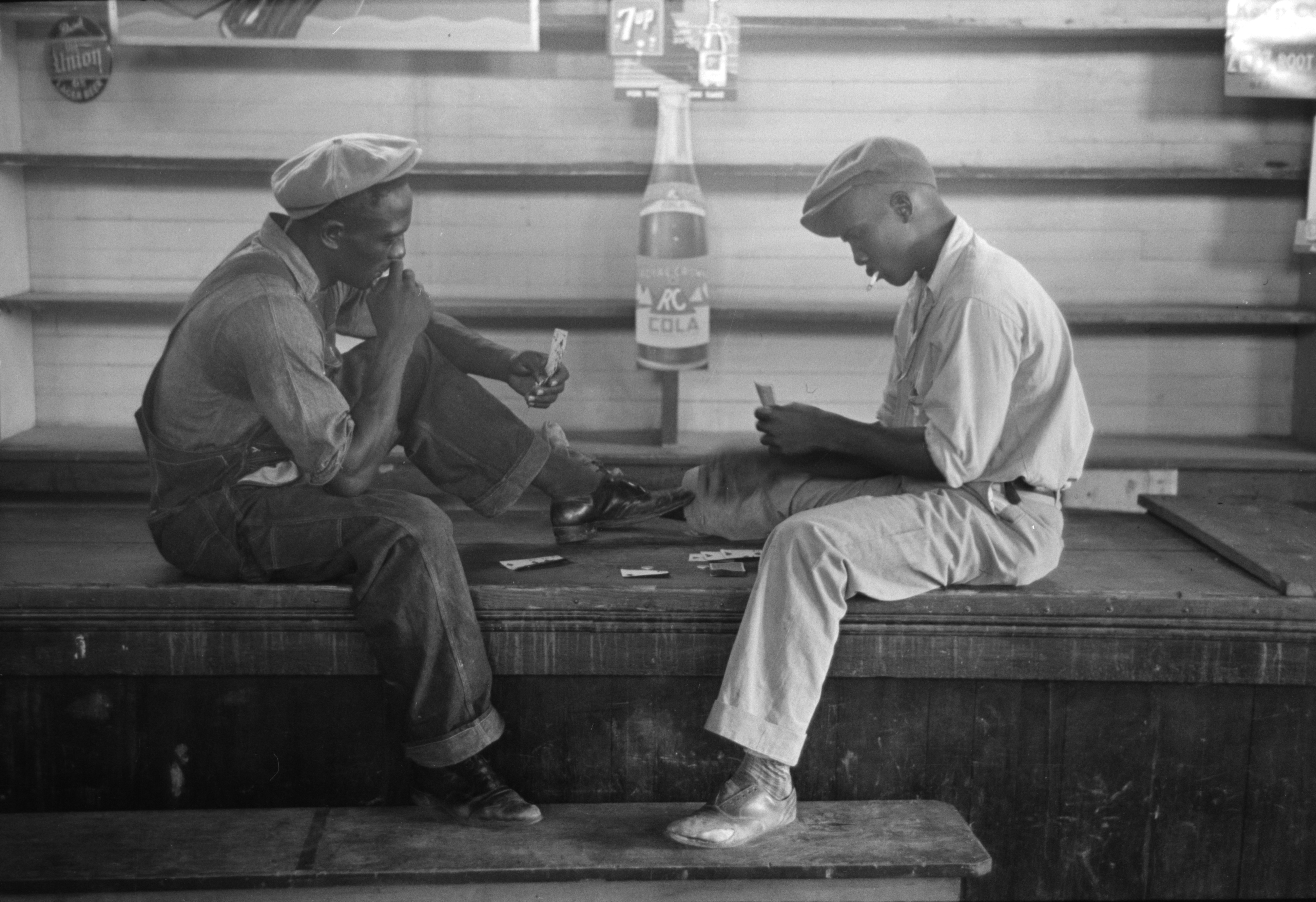
Conquianspieler 1938 in Louisiana

Conquian, auch Conquain, Coon Can, Coon King ist ein historisches Kartenspiel für zwei Personen. Conquian gilt als Urahn der Spiele der Rommé-Familie; Conquian ist vermutlich um 1890 in Mexiko entstanden, gelangte in den Süden der USA und verbreitete sich von dort ausgehend weiter.
Conquian ist von seinen verschiedenen Abkömmlingen nahezu verdrängt worden – in den USA vor allem von Gin Rummy – es wird aber teilweise auch heute noch gespielt.

## Die Regeln
Conquian wurde ursprünglich mit  spanischen Spielkarten gespielt, später mit französischem Blatt ohne die Werte 8, 9, 10, also mit 40 Karten.
Vor Beginn des ersten Spiels zieht jeder Spieler eine Karte. Wer die niedrigere Karte zieht, ist erster Teiler, danach wechselt das Teilen nach jedem Spiel.
Jeder Spieler erhält zehn Karten, die verbleibenden Karten werden als Stoß in die Mitte gelegt.
Ziel des Spiels ist es, elf Karten in Meldungen (siehe Gin Rummy – Kartenkombinationen) auszulegen.
Der Nicht-Teiler beginnt das Spiel, indem er die oberste Karte des Stoßes aufschlägt. Kann er damit eine Figur bilden, so legt er diese aus; andernfalls bietet er die aufgeschlagene Karte seinem Gegner an. Sollte auch dieser mit der Karte keine Figur bilden können, so wird die Karte verdeckt beiseitegelegt, und der Teiler schlägt nun die oberste Karte des Stoßes auf. 
Wenn ein Spieler eine oder mehrere Meldungen herauslegt, so beendet er seinen Zug, indem er eine Karte offen ablegt. Der Gegner kann diese Karte aufnehmen und in einer Meldung verwenden oder die oberste Karte des Stoßes aufdecken.
Auf diese Art wird das Spiel fortgesetzt, bis dass entweder ein Spieler elf Karten melden konnte oder der Stoß aufgebraucht ist. 
Ein Spieler darf Karten von eigenen ausgelegten Meldungen neu kombinieren (ähnlich dem Rommé – Räuber-Rommé), um so weitere Karten auslegen zu können (borrowing).
Ein Spieler darf eine Karte abwerfen, obwohl er sie an eine eigene Meldung anlegen könnte, allerdings kann ihn der Gegner zwingen, die Karte anzulegen (forcing). Ebenso kann ein Spieler, wenn er eine Karte ablegt, die der Gegner an eine seiner Meldungen anlegen kann, diesen zwingen, die abgelegte Karte zu kaufen und anzulegen.
Ein Spieler hat gewonnen, sobald er elf Karten gemeldet hat, hat er nur zehn Karten gemeldet, so muss er ohne eine Karte in der Hand zu halten weiterspielen.
Ist der Stoß aufgebraucht, bevor ein Spieler das Spiel gewinnen konnte, so ist das Spiel unentschieden und es wird neu geteilt.
Der Gewinner erhält vom Verlierer einen Jeton, ist ein Spiel unentschieden, so geht es im nächsten Spiel um den doppelten Einsatz.

## Panguingue
Eine Erweiterung des Conquians für mehrere Spieler ist das Panguingue, das in den Philippinen und auch im Südwesten Amerikas gespielt wird, meistens als Glücksspiel.

### Deutschsprachige Literatur
- Claus D. Grupp: Rommé und Canasta in allen Variationen, Falken-Verlag Niedernhausen/Ts, 1982
- Rudolf Heinrich [d. i. Rudolf Bretschneider]: Rommé - Rummy international Alle Spielarten, Verlag Perlen-Reihe, Band 650, 7. Auflage, Wien 19??

### Englischsprachige Literatur
- The United States Playing Card Company, Joli Quentin Kansil, Editor: Official Rules of Card Games, 90th Edition, 2004
- Albert H. Morehead, Richard L. Frey, Geoffrey Mott-Smith: The New Complete Hoyle Revised, Doubleday, New York, 1991
- David Parlett: Oxford Dictionary of Card Games, Oxford University Press Oxford New York 1992/96
- David Parlett: The Oxford Guide to Card Games, Oxford University Press Oxford New York 1990
- John Scarne: Scarne on Card Games, New York 1949/65, Courier Dover Publications Reprint 2004